# Ведное (Липецкая область)
Ве́дное — село Чаплыгинского района Липецкой области. Центр Ведновского сельсовета. 

## Географическое положение
Село расположено на правом берегу реки Сухая Кобельша в 34 км на север от райцентра города Чаплыгин.

## История
Название — от слова ведный (известный, знакомый). Селение располагалось на известном крестьянам месте.
Ведное в качестве села с часовней св. чуд. Косьмы и Дамиана, поставленной в 1675 году, при которой приход поселился внове, упоминается в окладных Ряжских книгах 1676 года. Под 1681 г., как видно из кн. сбору полоняночного, в с. Ведном была уже церковь в честь св. безсеребренников Косьмы и Дамиана. В мае 1752 г. иерей Фома Петров с приходскими людьми просил об освящении новопостроенной в том селе каменной Космодамианской церкви. При ней в 1805 году упоминается придел Сергиевский, а построение Космодамианской церкви отнесено к 1777 году. 
В XIX — начале XX века село являлось центром Ведновской волости Раненбургского уезда Рязанской губернии. В 1906 году в селе было 24 дворов.
С 1928 года село являлось центром Ведновского сельсовета Троекуровского района Козловского округа Центрально-Чернозёмной области, с 1954 года — в составе Липецкой области, с 1963 года — в составе Чаплыгинского района.

## Население
| 1859 | 1906 | 2010 |
| ---- | ---- | ---- |
| 262  | ↘220 | ↗412 |

## Инфраструктура
В селе имеются Филиал МБОУ средняя школа села Троекурово в селе Ведное, фельдшерско-акушерский пункт, отделение почтовой связи.

## Достопримечательности
В селе расположена действующая Космо-Дамиановская церковь (1777).